# 长春宫
长春宫（穆麟德轉寫：forgon enteheme obure gurung），为紫禁城内廷西六宫之一，位於西六宮區的西部中间。

## 历史
长春宫是紫禁城内廷西六宫之一。明朝永樂十八年（1420年）建成，初名“长春宫”，明朝嘉靖十四年（1535年）更名为“永宁宫”，明朝万历四十三年（1615年）复称“长春宫”。清朝康熙二十二年（1683年）重修，后来多次修整。咸丰九年（1859年），拆除长春宫的宫门长春门，将启祥宫后殿改成穿堂殿，由咸丰帝题额曰“体元殿”。长春宫、启祥宫两宫院自此连为一体，形成了南北四进院落。
明朝，长春宫为妃嫔所居，天启年间李成妃曾居此宫。清朝，长春宫为后妃所居，乾隆帝的孝贤皇后死后曾在长春宫停灵，但生前实际居住在储秀宫。同治年至光绪十年（1884年），慈禧太后一直在长春宫居住。《王氏东华续录》载，“咸丰十一年，上奉母后皇太后居长春宫履绥殿，圣母皇太后居长春宫平安室，每日亲诣问安。”《清穆宗实录》载，“咸丰十一年九月甲寅，上奉母后皇太后、圣母皇太后还宫。上诣绥履殿问母后皇太后安，平安室问圣母皇太后安。”
隆裕太后当上太后之后，便移居长春宫。《宣统政纪》载，“宣统元年十一月，崇上皇太后徽号，上诣长春宫，恭进母后皇太后奏书。”《清代内记注》载，“宣统二年正月初十日，隆裕皇太后万寿节，遣官祭太庙后殿。上诣长春宫皇太后前行礼。”
长春宫正殿前檐挂有“长春宫”陡匾。乾隆六年（1741年），乾隆帝命依照永寿宫陡匾的式样，制作十一面匾额，并亲自题写，分别挂在东六宫、西六宫除永寿宫之外的其他十一宫的正殿。乾隆帝还下谕旨：“自挂之后，至千万年，不可擅动，即或妃嫔移住别宫，亦不可带往更换。”

## 建筑
长春宫的主要建筑有：
- 长春宫：面阔五间，黄琉璃瓦歇山顶，前出廊，明间开有门，隔扇风门，竹纹裙板，次间、梢间都是槛窗，步步锦支窗。[1]前廊檐下懸掛“長春宮”陡匾，兩側對聯為“月傍九霄眾星齊北拱，山呼萬歲爽靄自西來”（慈禧太后题）。前廊內的檐下懸掛“澂心正性”匾（咸丰帝题），兩側對聯為“風雨和甘調六幕，星雲景慶映三階”。长春宫前左、右设有铜龟、铜鹤各一对。[1]
  - 长春宫西梢间：西梢间靠北设有落地罩炕，为寝室。[1]
  - 长春宫西次间：靠北的花罩北侧设有坐炕。炕前的花罩南侧设有紫檀挑杆灯，灯为紫檀边框，有带宝盖的玻璃灯屏，宝盖四角垂挂着灯穗，此灯既可照明，又可装饰居室。炕上设有炕几。室内还设有脚踏和半圆桌等家具。[4]
  - 长春宫明间：明间设有地屏宝座。[1]明間內北側內檐朝南原來懸掛“敬修內則”匾（乾隆帝題）[1]，清朝末年慈禧太后居住时，将长春宫后殿（怡情书史）西室之匾“德洽六宮”（乾隆帝题）移至此处悬挂[5]。明间东、西两侧有帘帐，分别与东、西次间相隔。
  - 长春宫东次间：東次間東門兩側有對聯“肇慶因時協四始，開韶交泰應三陽”（趙秉沖書，上款“御制句”，下款“臣趙秉沖恭集敬書”）。[5]東次間靠北的花罩北侧，窗下设有紫檀雕花条案，其两侧靠着东、西墙设有一对紫檀顶竖柜。紧挨着花罩南侧有一对香几、一对紫檀点翠花鸟插屏。[4]
  - 长春宫东梢间：东梢间靠北设有落地罩炕，为寝室。[1]东墙上有一幅画，画两旁有对联“□□納景環遙□，□□□□□□□”。
  - 绥寿殿（膺天庆）：长春宫前的东配殿。面阔三间，前出廊，与转角廊相连，可以通往各殿。东、西廊内壁上绘制着18幅以《红楼梦》为题材的巨幅壁画，属于清朝晚期作品。[1]绥寿殿前檐下悬挂“膺天庆”匾，两侧对联为“万象皆春调凤琯，八方向化转鸿钧”（康熙帝题）。[5]
  - 承禧殿（绥万邦）：长春宫前的西配殿。面阔三间，前出廊，与转角廊相连，可以通往各殿。东、西廊内壁上绘制着18幅以《红楼梦》为题材的巨幅壁画，属于清朝晚期作品。[1]承禧殿前檐下悬挂“绥万邦”匾，两侧对联为“麟游凤舞中天瑞，日朗风和大地春”（康熙帝题）。[5]
  - 戏台：长春宫南面，即体元殿的后抱厦，是长春宫院内的戏台。[1]
  - 屏门：长春宫前院落的东北角和西北角各设有屏门一道，与后殿相通。[1]屏门上书“吉慶長久”。
- 怡情書史：为后院的正殿，与长春宫同期建成。面阔五间，东西各设有耳房三间。[1]前檐下悬挂“怡情書史”匾。原来该殿明间正中悬挂“德协坤元”匾（乾隆帝题），西室悬挂“德洽六宫”匾。[2]清朝末年，“德洽六宫”匾被移到长春宫正殿明间悬挂。
  - 益寿斋：怡情书史前的东配殿。面阔三间。[1]前檐下悬挂“益寿斋”匾。
  - 乐志轩：怡情书史前的西配殿。面阔三间。[1]前檐下悬挂“乐志轩”匾。
  - 井亭：后院东南有井亭一座。[1]

## 居住者
- 明天启朝李成妃[1]
- 清乾隆朝孝賢純皇后富察氏：乾隆帝第一任皇后。[6]乾隆十三年（1748年）“崩于济南舟次”后在长春宫停放灵棺。[1][2]乾隆帝规定，长春宫陈设孝賢純皇后生前朝服、朝珠等物，以及乾隆朝诸位皇贵妃及庆贵妃、豫妃画像，不再住人，直到乾隆四十二年才撤去后妃等影堂，乾隆退位后，此宫恢复居住功能。[7][8]
- 清同治、光绪朝慈禧皇太后：同治年至光绪十年（1884年），慈禧太后一直在长春宫居住。[1]
- 清宣统朝隆裕皇太后：自当上太后之后便移居长春宫。[2]
- 逊帝溥仪淑妃文绣：从1922年入宫到1924年随溥仪出宫，文绣在长春宫居住。[9]